# Timbre de bicicleta

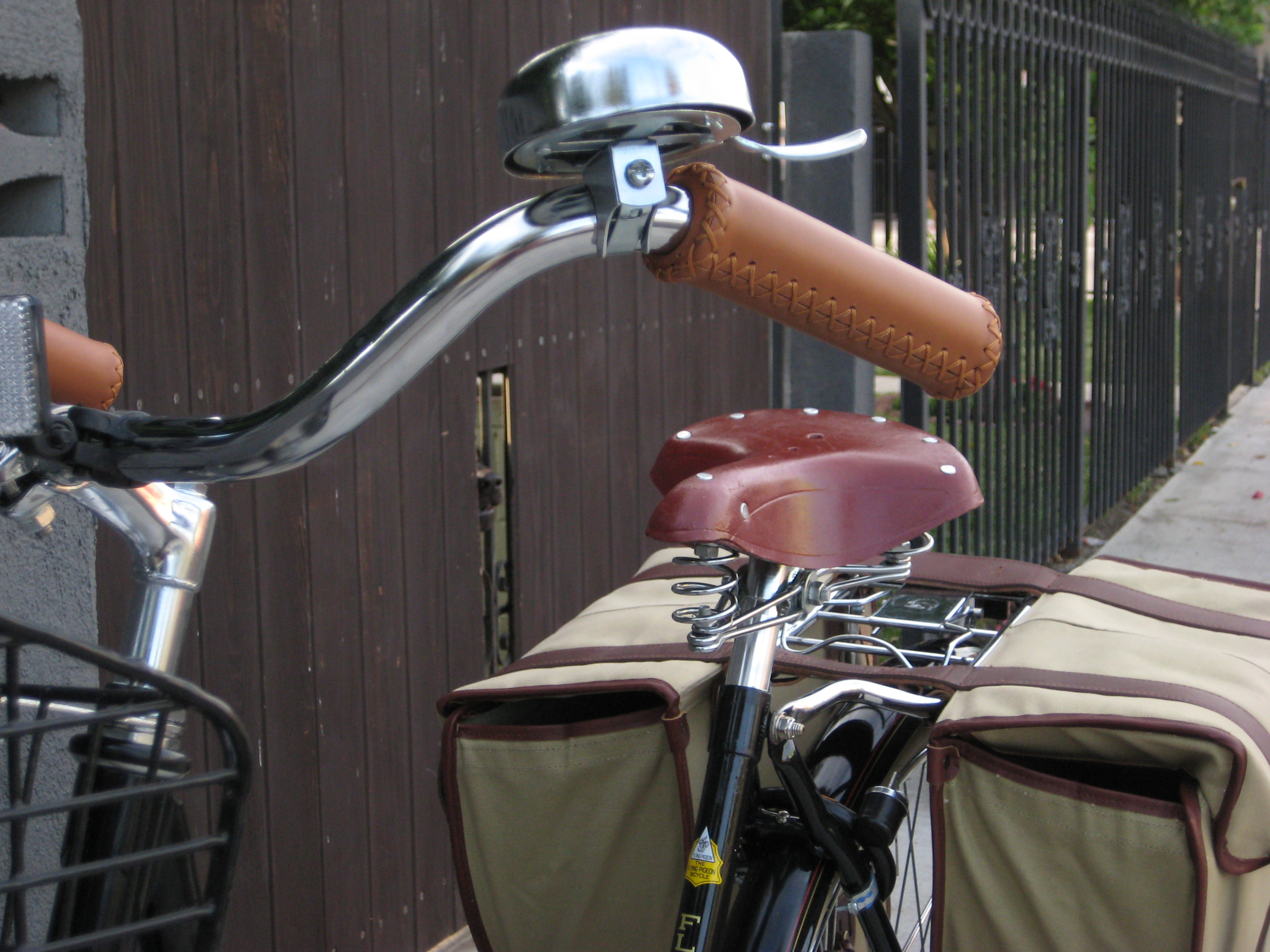
Timbre de bicicleta montado en el manillar

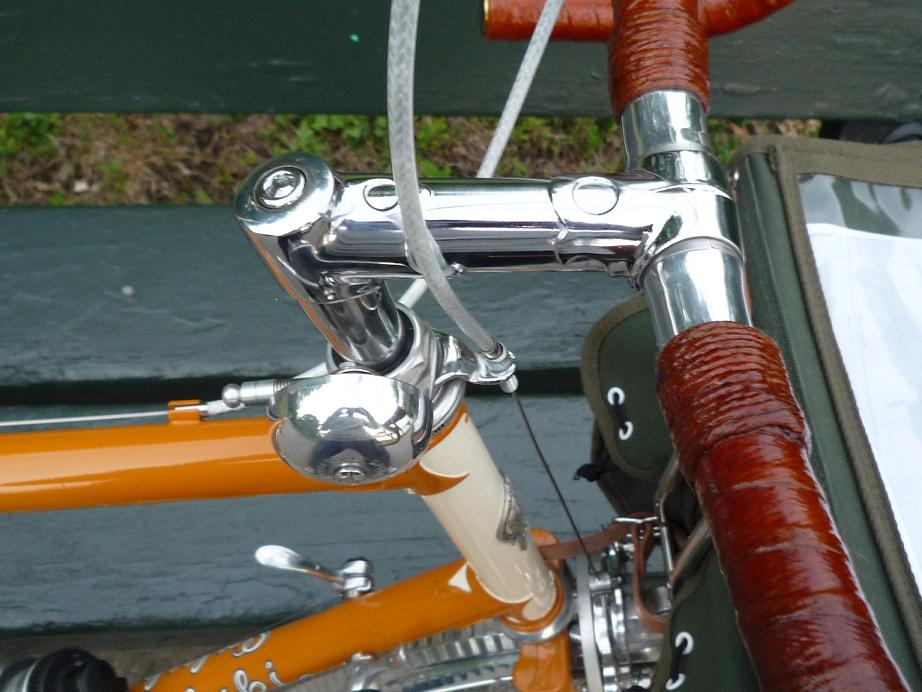
Timbre montado en la Potencia de la bicicleta

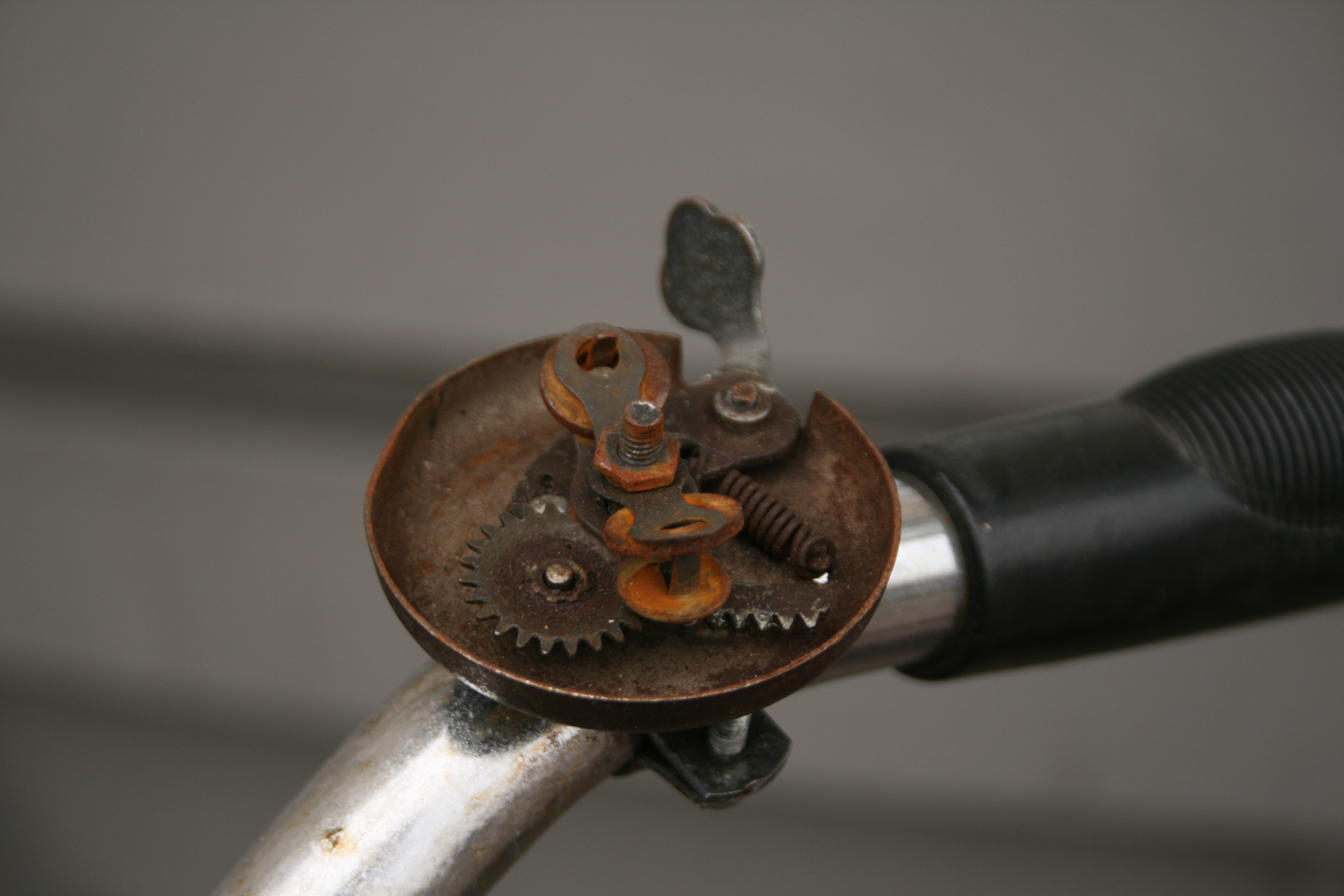
Vista interna

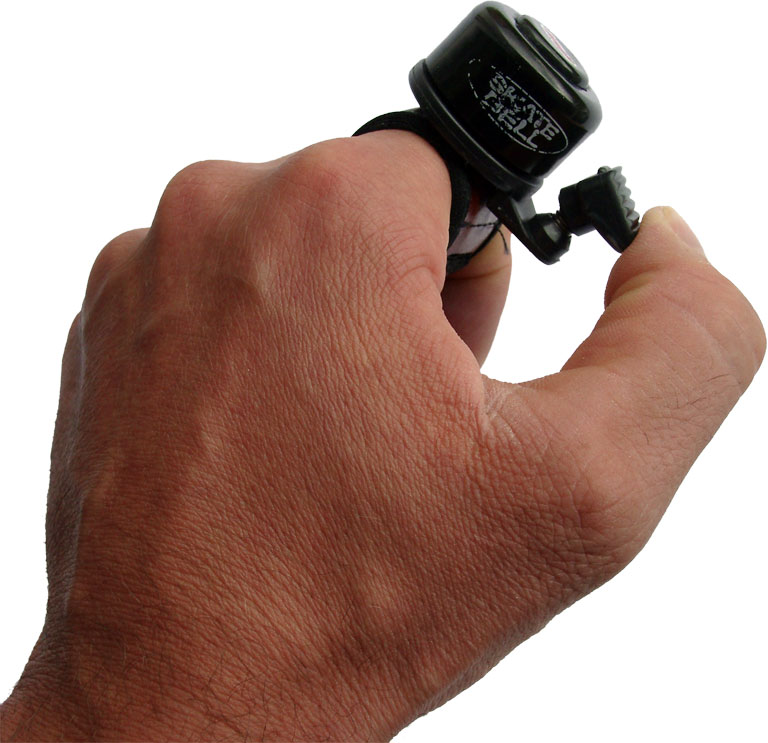
Timbre de bicicleta de badajo externo.

Un timbre de bicicleta es un instrumento de señalización percusivo montado en una bicicleta para advertir a los peatones y otros ciclistas. El timbre es obligatorio en algunas jurisdicciones. Generalmente se colocan en el manillar y se hacen sonar con el pulgar.

## Historia
El timbre de bicicleta fue inventado por John Richard Dedicoat, y existen patentes desde 1877.

## Tipos
Los timbres más comunes son accionan mediante una palanca pulsada por el pulgar, diseñada para girar rápidamente dos discos de metal sueltos dentro de la carcasa del timbre. Dichos discos vibran repetidamente y golpean el timbre para producir un sonido no muy diferente al de un timbre eléctrico. Este tipo de timbre viene en versiones para diestros y zurdos. Las versiones para zurdos se montan en el lado izquierdo del manillar de la bicicleta y se usan en países que conducen por el lado izquierdo de la carretera. La mano derecha queda libre para dar señales de tráfico.
También existen tipos más simples, con un badajo externo montado en un resorte que produce un sonido tipo "ring-ring" cuando el badajo se estira con un dedo y se suelta. Algunos timbres funcionan mal en condiciones de lluvia porque las gotas de agua que se adhieren a la campana amortiguan las vibraciones que producen el sonido.

## Como instrumentos musicales
Se han empleado timbres de bicicleta como instrumentos musicales en canciones como You Still Believe in Me del álbum Pet Sounds por The Beach Boys y Bicycle Race de Queen.